# Дедина
Дедина (болг. Дедина) — село в Болгарии. Находится в Великотырновской области, входит в общину Златарица. Население составляет 51 человек.

## Политическая ситуация
Дедина подчиняется непосредственно общине и не имеет своего кмета.
Кмет (мэр) общины Златарица — Пенчо Василев Чанев (коалиция в составе 3 партий: Национальное движение «Симеон Второй», ВМРО — Болгарское национальное движение, Союз демократических сил (СДС)) по результатам выборов.